# 25678 Ericfoss
25678 Ericfoss è un asteroide della fascia principale. Scoperto nel 2000, presenta un'orbita caratterizzata da un semiasse maggiore pari a 2,3919256 UA e da un'eccentricità di 0,0730774, inclinata di 6,30284° rispetto all'eclittica.